# My Flame Burns Blue
My Flame Burns Blue è un album dal vivo del musicista inglese Elvis Costello, registrato con il gruppo Metropole Orkest e pubblicato nel 2006.

## Tracce
Tutte le tracce sono di Elvis Costello, eccetto dove indicato.

1. Hora Decubitus (Charles Mingus, Costello) – 5:46
2. Favourite Hour – 3:58
3. That's How You Got Killed Before (Dave Bartholomew) – 4:14
4. Upon a Veil of Midnight Blue – 5:12
5. Clubland – 4:52
6. Almost Blue – 5:51
7. Speak Darkly, My Angel – 3:59
8. Almost Ideal Eyes – 4:16
9. Can You Be True? – 3:57
10. Put Away Forbidden Playthings – 4:22
11. Episode of Blonde – 6:09
12. My Flame Burns Blue (Blood Count) (Billy Strayhorn, Costello) – 5:14
13. Watching the Detectives – 5:24
14. God Give Me Strength (Burt Bacharach, Costello) – 6:56

## Formazione
- Elvis Costello – voce
- Steve Nieve – piano, melodica (traccia 6)
- Vince Mendoza – direttore d'orchestra
- Metropole Orkest
  - Ruud Breuls – tromba (1, 3, 5, 6, 8, 11, 13)
  - Bart van Lier – trombone (1, 3, 13)
  - Leo Janssen – sassofono tenore (1)
  - Jos Beeren – sassofono tenore (3)
  - Marc Scholten – sassofono alto (12, 13)
  - Paul van der Feen – sassofono soprano (5)
  - Peter Tiehuis – chitarra (1, 11)
  - Olof Groesz – violoncello (6)